# Wilhelm Heidemann

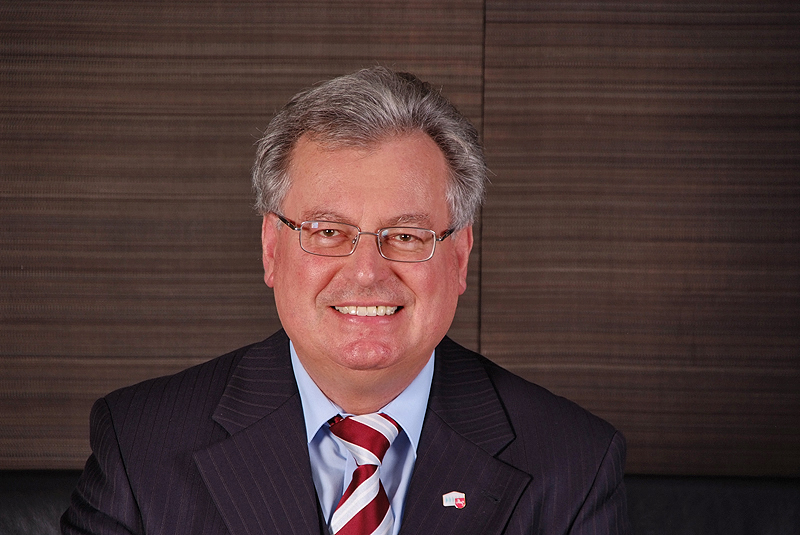
Wilhelm Heidemann im November 2009

Wilhelm Heidemann (* 24. April 1947 in Hannover) ist ein deutscher Politiker und ehemaliges Mitglied des Niedersächsischen Landtags.

## Ausbildung und Beruf
Nach dem Besuch der Haupt- und Handelsschule machte Heidemann eine Ausbildung zum Landwirt. Danach absolvierte er eine Aus- und Fortbildung zum Sparkassenbetriebswirt. Seit 1969 war er bis zu seiner Wahl in den Landtag bei der Sparkasse Hannover tätig.

## Politik
Seit 1972 ist Heidemann Ratsherr und Bürgermeister der Ortschaft Schneeren und Ratsherr der Gemeinde Schneeren. 1978 trat er in die CDU ein. Seit 1991 ist er Ratsherr von Neustadt am Rübenberge, darunter von 1996 bis 2001 als Bürgermeister. Außerdem gehört er seit 1994 dem Kreistag des Landkreises Hannover bzw. der Regionsversammlung der 2002 neu gebildeten Region Hannover an. Seit 2003 ist er zudem Mitglied des Niedersächsischen Landtags. Bei der Landtagswahl 2008 wurde er im Wahlkreis Neustadt/Wunstorf direkt in den Landtag gewählt. 